# Guanta
Guanta is een gemeente in de Venezolaanse staat Anzoátegui. De gemeente telt 33.800 inwoners. De hoofdplaats is Guanta.